# Conselleria d'Educació i Cultura del Govern de les Illes Balears
La conselleria d'Educació i Cultura és la conselleria del Govern de les Illes Balears que s'ha encarregat de gestionar les competències de cultura i d'educació des que foren transferides pel Govern d'Espanya. La conselleria s'anomenà des del 14 d'abril de 1988 de Cultura, Educació i Esports malgrat que les competències d'educació no foren transferides fins a l'1 de gener de 1998. Les competències d'esports ja no són dins aquesta conselleria les darreres legislatures.

## Llista de consellers d'Educació i Cultura
| Número d'ordre                                 | Legislatura | Nom                         | Inici                  | Fi                     | Partit             |
| ---------------------------------------------- | ----------- | --------------------------- | ---------------------- | ---------------------- | ------------------ |
| Conselleria d'Educació i Cultura               |             |                             |                        |                        |                    |
| 1                                              | I           | Francesc Gilet Girart       | 10 de juny de 1983     | 23 de juliol de 1987   | AP                 |
| 2                                              | II          | Maria Antònia Munar Riutort | 23 de juliol de 1987   | 6 de juliol de 1991    | UM                 |
| Conselleria de Cultura, Educació i Esports     |             |                             |                        |                        |                    |
|                                                | III         | Maria Antònia Munar Riutort | 6 de juliol de 1991    | 9 de setembre de 1992  | UM                 |
| 3                                              | III         | Alexandre Forcades Juan     | 9 de setembre de 1992  | 30 de setembre de 1992 | PP                 |
| 4                                              | III         | Bartomeu Vidal Pons         | 30 de setembre de 1992 | 10 de febrer de 1993   | UM                 |
| 5                                              | III         | Bartomeu Rotger Amengual    | 10 de febrer de 1993   | 18 de juny de 1993     | UM                 |
|                                                | IV          | Bartomeu Rotger Amengual    | 3 de juliol de 1995    | 18 de juny de 1996     | PP                 |
| Conselleria d'Educació, Cultura i Esports      |             |                             |                        |                        |                    |
| 6                                              | IV          | Joan Flaquer Riutort        | 18 de juny de 1996     | 12 de juny de 1997     | PP                 |
| 7                                              | IV          | Manuel Ferrer Massanet      | 12 de juny de 1997     | 28 de juliol de 1999   | PP                 |
| Conselleria d'Educació i Cultura               |             |                             |                        |                        |                    |
| 8                                              | V           | Damià Pons Pons             | 28 de juliol de 1999   | 1 de juliol de 2003    | PSM                |
| 9                                              | VI          | Francesc Fiol Amengual      | 1 de juliol de 2003    | 9 de juliol de 2007    | PP                 |
| 10                                             | VII         | Bàrbara Galmés Chicón       | 9 de juliol de 2007    | 14 de setembre de 2009 | PSIB               |
| 11                                             | VII         | Bartomeu Llinàs Ferrà       | 14 de setembre de 2009 | juny de 2011           | PSIB               |
| Conselleria d'Educació, Cultura i Universitats |             |                             |                        |                        |                    |
| 12                                             | VIII        | Rafael Bosch Sans           | 16 de juny de 2011     | 2 de maig de 2013      | PP                 |
| 13                                             | VIII        | Joana Maria Camps Bosch     | 2 de maig de 2013      | 26 de setembre de 2014 | PP                 |
| 14                                             | VIII        | Núria Riera Martos          | 26 de setembre de 2014 | 3 de juliol de 2015    | PP                 |
| Conselleria d'Educació i Universitat           |             |                             |                        |                        |                    |
| 15                                             | IX i X      | Martí Xavier March Cerdà    | 3 de juliol de 2015    | 10 de juliol de 2023   | PSIB (Independent) |
| 16                                             | XI          | Antoni Vera Alemany         | 10 de juliol de 2023   | en el càrrec           | PP                 |

## Projecte Xarxipèlag
El Projecte Xarxipèlag és un pla del Govern de les Illes Balears per incorporar les noves tecnologies de la informació i de la comunicació (TIC) en la pràctica educativa dels centres docents no universitaris de les Illes Balears. L'objectiu fonamental és proporcionar als estudiant de les Illes Balears l'accés a les TIC i la capacitació necessària per fer-les servir com a eina d'aprenentatge durant l'època d'estudi i com a eina de treball quan s'incorporin al món laboral. Des dels seus inicis, aquest projecte ha apostat pel programari lliure com a eina bàsica per a complir els seus objectius.